# Zheng Mingju
Zheng Mingju (chinesisch 鄭明珠, auch Michael Zheng; * 14. Februar 2002) ist ein chinesischer Eishockeyspieler, der seit 2024 bei den Beijing Lions in der IJ League spielt.

## Karriere
Zheng Mingju begann seine Karriere als Eishockeyspieler bei den Beijing Shougang Eagles, die in der United States Premier Hockey League spielten. 2019 kehrte der Stürmer in die Volksrepublik China zurück und spielte für die China Golden Dragon in der 2. česká hokejová liga, der dritthöchsten tschechischen Spielklasse. Seit 2024 steht er bei den Beijing Lions in der IJ League auf dem Eis.

### International
Für die Volksrepublik China nahm Zheng Mingju im Juniorenbereich an den U18-Weltmeisterschaften der Division II 2018 und 2019 sowie der U20-Weltmeisterschaften der Division III 2020 teil.
Mit der Herren-Nationalmannschaft spielte der Stürmer erstmals bei der Weltmeisterschaft 2024 in Division I. Zudem nahm er auch an der Qualifikation für die Olympischen Winterspiele in Mailand 2026 teil. Mit dem Team aus dem Reich der Mitte spielte er außerdem bei der Asienmeisterschaft 2024 und den Winter-Asienspielen 2025.